# Галерея Вельвет
«Вельвет», или «Галерея Вельвет» (исп. Velvet)  —   испанский телесериал, выпущенный студией Bambu Producciones для канала  Antena 3. Его бюджет оценивается в 500 000 евро за эпизод.  Основная сюжетная линия  — любовная история Альберто и Анны Реберо простой портнихи,и наследника Galerías Velvet, одного из самых престижных модных магазинов в Испании конца 1950-х годов.
Телесериал    был закрыт после 4-х сезонов, однако в 2017 году вышел сериал «Коллекция Вельвет», являющийся логическим продолжением. На данный момент отснято 3 сезона.

## Сюжет
1958 год. В Испании существует место, куда каждый хотел бы отправиться за покупками хотя бы раз в жизни: «Галерея Вельвет». Среди платьев от кутюр, блеска драгоценностей и феерического ассортимента аксессуаров разгораются нешуточные страсти между людьми.

## В ролях
- Паула Эчеваррия — Анна Рибера
- Мигель Анхель Сильвестре — Альберто Маркес Наварро
- Мануэла Веласко — Кристина Отеги
- Диего Мартин — Энрике Отеги
- Амайя Саламанка — Барбара де Отеги
- Асьер Эчеандиа — Рауль де ла Рива
- Питер Вайвc Ньюи — Карлос Альварес
- Хавьер Рей — Матео Руис
- Марта Асас — Клара Монтесинос
- Сесилия Фрайр — Рита Монтесинос
- Мануэла Вельес — Луиса Ривас
- Адриан Ластра — Педро
- Лоренс Гонсалес — Хонас Инфантес
- Хосе Сакристан — Эмилио Лопес
- Айтана Санчес-Хихон — Бланка Сото Фернандес
- Анхела Молина — Исабель Наварро
- Мириам Джованелли — Патрисия Маркес
- Горка Очоа — Валентин
- Наталия Мильян — Донья Глория
- Конча Веласко — Петра Алькальде Варгас
- Макси Иглесиас — Макс Эспосито

## Награды и номинации
Телесериал отмечен премиями Premios Feroz, Fotogramas de Plata, Premios Ondas и Spanish Actors Union, а также пятью номинациями на ATV Awards.